# Desiderius Lenz
Peter Lenz, později Desiderius Lenz (1832, Haigerloch, Bádensko-Württembersko – 1928, Beuron, Bádensko-Württembersko), byl německý umělec, který se stal benediktinským mnichem. Spolu s Gabrielem Wügerem založil beuronskou uměleckou školu.
Desiderius Lenz se podílel na výzdobě kláštera svatého Gabriela s kostelem Zvěstování Panny Marie na pražském Smíchově.

## Život
Peter Lenz se narodil v roce 1832 v Haigerlochu v Bádensku-Württembersku. Od roku 1849 studoval na Akademii výtvarných umění v Mnichově jako žák malíře a sochaře Maxe von Widnmanna a muralisty Wilhelma von Kaulbacha. Zde se seznámil se starořeckým uměním, středověkým německým malířstvím a umělci italské renesance. V roce 1851 se seznámil s Jakobem Wügerem. Přestože jejich osobnosti byly odlišné, stali se přáteli a spolupracovníky.
Významnou postavou v Lenzově uměleckém vývoji se stal Peter von Cornelius, který pak také podporoval jeho kariéru. Cornelius se mezi lety 1811 a 1819 angažoval v Nazaretském bratrstvu v Římě, kde spolupracoval s Friedrichem Wilhelmem Schadowem, luteránským konvertitou k římskokatolické církvi a zakladatelem düsseldorfské malířské školy. Zhruba v letech 1825-40 byl Cornelius ředitelem mnichovské akademie a uplatňoval zde silný vliv, z něhož těžili Lenz i Wüger.
V letech 1855-56 pracoval Lenz v Meiningenu, později se vrátil do Mnichova jako nezávislý sochař. V roce 1859 se stal profesorem sochařství na Škole užitého umění v Norimberku. Nedlouho poté získal na doporučení Cornelia grant na práci v Itálii. V roce 1863 odešel s Jakobem Wügerem a jeho žákem Fridolinem Steinerem do Říma, aby pracoval s umělci nazarénského hnutí.

## Hledání náboženských principů
Lenz litoval toho, že moderní umění ztratilo směr, přestalo si vážit naturalistického zobrazování a bylo obětováno individuálním preferencím jednotlivých umělců. Studium prací raně křesťanských a byzantských umělců i Giotta ho naučilo důležitosti geometrie a uspořádání částí.
Zkoumání řeckého vázového malířství ho přivedlo k práci archeologa Lepsia o stavbě a výzdobě egyptských chrámů. Tyto principy ho vedly v jeho pozdější práci.

## Beuron

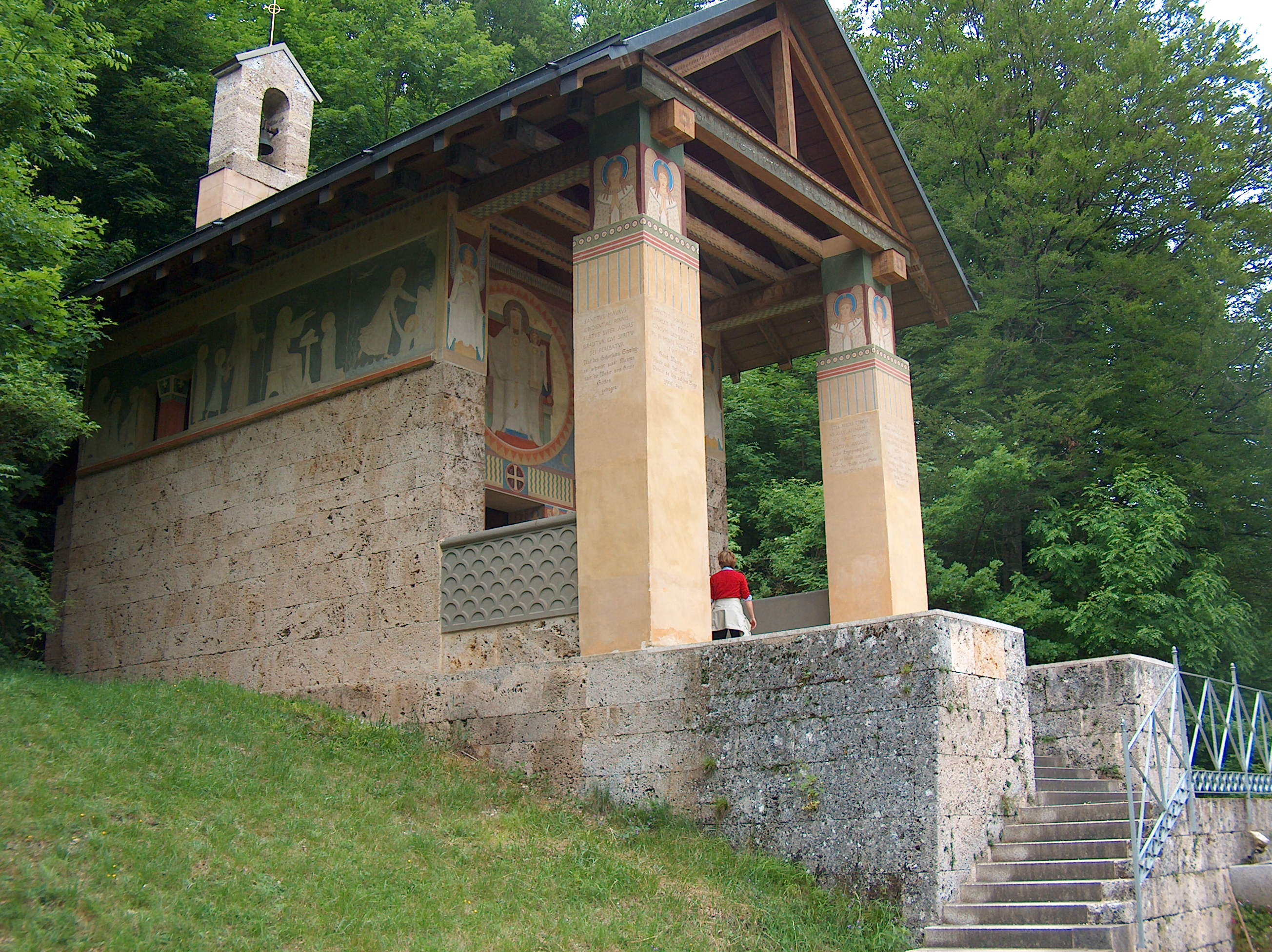
Kaple sv. Maura v Beuronu, postavená v letech 1868–1871, ikonický projekt beuronské školy.

Přestože Wüger pocházel z kalvínského prostředí, on i idealističtější Lenz došli k přesvědčení, že umělci by měli spolupracovat na tvorbě sakrálního umění v katolické komunitě. Kolem roku 1866 vznikl plán „ideálního kostela“ a v roce 1868 se setkali s Maurem Wolterem, prvním opatem benediktinského arciopatství v Beuronu založeného v roce 1863 pod patronací princezny Kateřiny z Hohenzollernu. Wolter se již zabýval obnovou gregoriánského chorálu po vzoru opatství Solesmes a také si přál, aby jeho opatství sehrálo roli v oživení náboženského umění.
Lenz poprvé navštívil arciopatství Beuron v lednu 1868 ve věku 36 let, přitahován komunitní liturgií a klášterními obřady. Princezna z Hohenzollernu slíbila, že nechá vybudovat kapli zasvěcenou sv. Maurovi (žákovi sv. Benedikta). Lenz vytvořil její projekt, který byl přijat, a kaple podle něj byla postavena.
Lenz se vrátil do Říma, aby do projektu zapojil i Wügera. Připravili skici obrazů a spolu s Fridolinem Steinerem se v květnu 1869 vrátili do Beuronu. Práce dokončili v létě 1871 a kaple byla vysvěcena v září téhož roku.
V září 1871 vstoupil Wüger v Beuronu do benediktinského řádu jako bratr Gabriel, Steiner ho následoval jako bratr Lukas. Lenz se stal oblátem v roce 1872, jeho řeholní jméno znělo bratr Desiderius.

## Klášter sv. Gabriela na Smíchově
V letech 1888–1891 byl vystavěn klášter svatého Gabriela s kostelem Zvěstování Panny Marie na Smíchově. Klášter s největší pravděpodobností vymalovaly řádové sestry, pod dohledem Desideria Lenze. Při jeho výzdobě uplatnily temné barevné tóny v kontrastu s azurově modrou, světle zelenou a zlatou nebo geometrické dekory. Silná je inspirace výtvarným uměním Egypta. Klášter se stal jednou z nejvýznamnějších památek beuronského umění v Evropě.